# Aeroporto di Kittilä
L'Aeroporto di Kittilä (IATA: KTT, ICAO: EFRKT) è il quarto aeroporto della Finlandia per il traffico di passeggeri. È situato a pochi chilometri dal centro di Kittilä, ampiamente oltre al Circolo polare artico.
Tra i suoi collegamenti è presente un volo diretto stagionale bisettimanale da e per l'aeroporto di Milano Malpensa.